# Helmstattkapelle

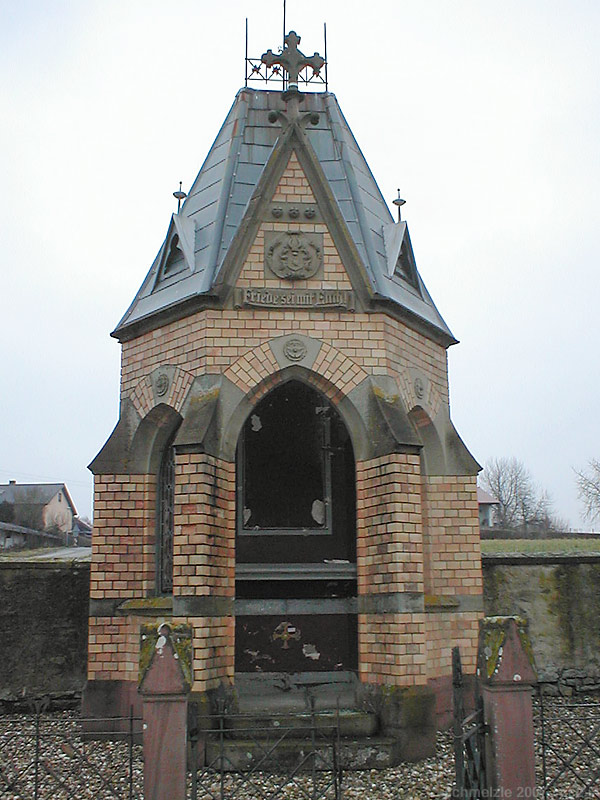
Helmstatt-Kapelle in Neckarbischofsheim (Foto von 2007, vor der Sanierung)

Die Helmstatt-Kapelle auf dem Friedhof von Neckarbischofsheim ist eine im späten 19. Jahrhundert erbaute Friedhofskapelle der Familie von Helmstatt. Die Kapelle wurde 2013/14 für insgesamt rund 105.000 Euro umfassend saniert.

## Geschichte
Neckarbischofsheim war seit dem 13. Jahrhundert Hauptsitz der Herren von Helmstatt, die ihr traditionelles Begräbnis in der Totenkirche inmitten des ursprünglichen Ortsfriedhofs hatten. 1860 wurde ein neuer Friedhof am Ortsrand angelegt, auf dem die Familie von Helmstatt 1889 für 270 Mark 15 Grabstellen erwarb. Der Bau der Kapelle bei diesen Grabstellen geht wohl auf Graf Max von Helmstatt (1810–1893) zurück, der einst königlich-französischer Rittmeister war und seit 1848 seinen Wohnsitz in Neckarbischofsheim hatte. Die Bourbonenlilie in der Bekrönung und Umzäunung der Kapelle ist vermutlich eine Reminiszenz an seine Zeit in Frankreich.
Als absehbar war, dass die Familie von Helmstatt aussterben würde, veranlasste Elisabeth von Helmstatt in den frühen 1960er Jahren die Umbettung der bislang auf dem neuen Friedhof beigesetzten Familienmitglieder in die Gruft unter der Totenkirche. Lediglich Auguste von Stuckrad geb. von Helmstatt und ihr Gatte Rudolf von Stuckrad († 1958) blieben auf dem neuen Friedhof bestattet, später folgte noch die Tochter Elisabeth von Stuckrad.
1958 verfügte Gräfin Elisabeth, dass die Familiengrabstätte auf dem neuen Friedhof an die Stadt Neckarbischofsheim fallen sollte, sofern die gräfliche Familie nicht mehr für deren Unterhalt aufkommen könne. Die letzten Familienmitglieder starben in den 1960er Jahren, seitdem besteht der Familienname nur mehr über einen adoptierten Enkelsohn fort. Nach Ablauf der Liegezeit der letzten belegten Gräber fiel die Grabstätte mit der Kapelle an die Stadt.
Die Kapelle wurde lange Zeit vernachlässigt und war bald von Büschen und Bäumen umwachsen. 2004 bat die Stadt den Verein für Heimatpflege um Unterstützung beim Unterhalt der Kapelle, da die städtischen Finanzen keine Unterhaltsleistungen zuließen. Der Verein war jedoch durch die Restaurierung der Totenkirche ebenfalls finanziell an seinen Grenzen angelangt, so dass die Kapelle vorerst weiter verfiel.
Nach einer umfassenden Untersuchung durch das Amt für Denkmalpflege 2008 stellte dieses dem Verein für Heimatpflege finanzielle Zuschüsse für den Unterhalt der Kapelle nach Abschluss der Sanierung der Totenkirche in Aussicht. 2012 beschloss der Verein für Heimatpflege, den Unterhalt der Kapelle für die Dauer von zehn Jahren zu übernehmen. In den Jahren 2013 und 2014 erfolgte eine umfassende Sanierung der Kapelle. 2013 wurde dabei zunächst die angrenzende Kalksteinmauer instand gesetzt, ferner wurden defekte Klinker und Sandsteine restauriert, das Kreuz auf dem Dach erneuert und die Dachbekrönung neu gestrichen. Diese Arbeiten verursachten Kosten von rund 20.000 Euro. Im Jahr 2014 wurde das Innere renoviert, wobei man sich beim Anstrich nicht an der ältesten, sondern an der dekorativsten Malschicht orientierte. Das auf Zinkblech gemalte Altarbild kam ins Museum im Alten Schloss und wurde durch eine Kopie ersetzt. Ferner wurde 2014 auch die Außenanlage der Kapelle renoviert und die Kapelle erhielt eine schmiedeeiserne Tür, die den Blick ins Innere freigibt. Die Kosten dieses zweiten Renovierungsabschnitts beliefen sich auf rund 86.000 Euro.